# Rio Emanzimhlope
Rio Emanzimhlope é um rio da África do Sul.